# Pływanie na Letnich Igrzyskach Olimpijskich 1904
Podczas igrzysk olimpijskich w St. Louis w dniach 5 – 7 września 1904 r. odbyło się dziewięć konkurencji pływackich, w których udział wzięło 32 zawodników. Były to jedyne igrzyska na których odległości były mierzone w jardach. W programie olimpijskim zadebiutował styl klasyczny.

## Medaliści
| Konkurencja                               | Złoto                                                                                            | Srebro                                                                                             | Brąz                                                                                                |
| 50 jardów stylem dowolnym (szczegóły)     | Zoltán Halmay                                                                                    | Scott Leary                                                                                        | Charles Daniels                                                                                     |
| 100 jardów stylem dowolnym (szczegóły)    | Zoltán Halmay                                                                                    | Charles Daniels                                                                                    | Scott Leary                                                                                         |
| 220 jardów stylem dowolnym (szczegóły)    | Charles Daniels                                                                                  | Francis Gailey                                                                                     | Emil Rausch                                                                                         |
| 440 jardów stylem dowolnym (szczegóły)    | Charles Daniels                                                                                  | Francis Gailey                                                                                     | Otto Wahle                                                                                          |
| 880 jardów stylem dowolnym (szczegóły)    | Emil Rausch                                                                                      | Francis Gailey                                                                                     | Géza Kiss                                                                                           |
| 1 mila stylem dowolnym (szczegóły)        | Emil Rausch                                                                                      | Géza Kiss                                                                                          | Francis Gailey                                                                                      |
| 100 jardów stylem grzbietowym (szczegóły) | Walter Brack                                                                                     | Georg Hoffmann                                                                                     | Georg Zacharias                                                                                     |
| 440 jardów stylem klasycznym (szczegóły)  | Georg Zacharias                                                                                  | Walter Brack                                                                                       | Henry Jamison Handy                                                                                 |
| 4 × 50 jardów stylem dowolnym (szczegóły) | Stany Zjednoczone The New York Athletic Club Joe Ruddy Leo Goodwin Louis Handley Charles Daniels | Stany Zjednoczone Chicago Athletic Association David Hammond Bill Tuttle Hugo Goetz Raymond Thorne | Stany Zjednoczone Missouri Athletic Club Amedee Reyburn Gwynne Evans Marquard Schwarz Bill Orthwein |

## Tabela medalowa
| Miejsce | Państwo              | Złoto | Srebro | Brąz | Razem |
| ------- | -------------------- | ----- | ------ | ---- | ----- |
| 1.      | Cesarstwo Niemieckie | 4     | 2      | 2    | 8     |
| 2.      | Stany Zjednoczone    | 3     | 3      | 4    | 6     |
| 3.      | Węgry                | 2     | 1      | 1    | 4     |
| 4.      | Australia            | 0     | 3      | 1    | 4     |
| 5.      | Cesarstwo Austrii    | 0     | 0      | 1    | 1     |
| Razem   | Razem                | 9     | 9      | 9    | 27    |